# Egidio Arévalo Ríos
Egidio Raúl Arévalo Ríos (Paysandú, Departamento de Paysandú, Uruguay, 1 de enero de 1982) es un exfutbolista uruguayo. Jugaba como mediocentro defensivo y su último club fue el Sacachispas de Guatemala. Fue internacional con la selección de Uruguay, llegando a disputar 90 partidos.

## Trayectoria
Egidio Arévalo Ríos debutó profesionalmente en 1999 con el equipo de su ciudad natal, el Paysandú Bella Vista, consagrándose como titular en el cuadro uruguayo. Debido a su destreza en la cancha, el «Cacha» fue transferido a Bella Vista de Montevideo, donde jugó durante 4 años. 

### Peñarol
En 2006 dio el salto en su carrera, al pasar a jugar en Peñarol, donde anotó 8 goles en un torneo, a pesar de jugar como volante defensivo, torneo en el cual se destacó en el clásico ante Nacional, que le anotó dos goles en la goleada 4 a 1. 

### Monterrey
Al terminar su participación en la Liga Uruguaya fue vendido al Monterrey en 2007.

### Danubio
Fue fichado por Danubio al año siguiente.

### San Luis
El 16 de diciembre de 2008 se dio su fichaje a San Luis de México, dado su préstamo por parte del club Club de Fútbol Monterrey.

### Peñarol

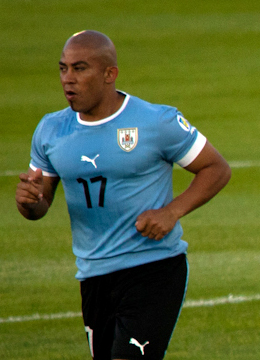
Egidio Arévalo Ríos durante el partido Uruguay-Chile, jugado en el Estadio Centenario el 11 de noviembre de 2011, eliminatorias para el Mundial de Brasil 2014.

En el 2010 volvió a Peñarol, donde consiguió su primer título ganando el Campeonato Uruguayo de Fútbol 2009-10, torneo en que se destacó ganando varios premios al mejor jugador del partido. Su buena actuación llamó la atención de Óscar Washington Tabárez, director técnico de la selección uruguaya, quien ya lo había citado en algún momento durante las eliminatorias sudamericanas, aunque Egidio en esa oportunidad no pudo concurrir ya que coincidió con su transferencia a México; pero Tabárez nuevamente lo citó, esta vez para los amistosos contra Suiza e Israel. Finalmente, Egidio formó parte de la lista de 23 jugadores designados para representar a Uruguay en la Copa Mundial de Fútbol de 2010, jugando todos los minutos que su selección disputó en ese torneo. También jugó la Copa América 2011 de selecciones en la cual Uruguay salió campeón superando a Paraguay en la final por 3-0, siendo titular todos los partidos.

### Botafogo
Después de una destacada actuación en el Mundial 2010, sonaron con fuerza rumores de fichajes para equipos europeos y sudamericanos como ser el Cagliari italiano, el Olympiacos griego, el Hércules Club de Fútbol Hércules español, el Newcastle inglés, y el Botafogo de Brasil. Finalmente, el 15 de enero de 2011 se confirmó su transferencia al equipo brasileño.

### Tijuana
En junio de 2011, Egidio pasó al Tijuana de México, donde jugó durante un año. 

### Palermo
En el 2012 Arévalo Ríos pasa al Palermo de Italia, gracias a su buena actuación en la Copa América 2011 donde se proclamó campeón. En Italia convirtió su primer gol frente al Cagliari el 15 de septiembre de ese año, por la tercera fecha.

### Chicago Fire
Tras una extensa trayectoria, el uruguayo Egidio Arévalo Ríos seguiría su carrera en el fútbol de los Estados Unidos, específicamente en el Chicago Fire de la MLS. Arévalo así participaría en su quinta liga luego de militar en Uruguay, Brasil, México e Italia. Sin embargo, el 25 de noviembre de 2013, el Chicago Fire dio a conocer que Arévalo no continuaría en el club y lo dejó en libertad.

### Tigres
En diciembre del 2013, se hizo oficial que Tigres había comprado la carta de Arévalo Ríos para cederlo a préstamo por seis meses al club Monarcas Morelia.
Con Tigres logró llegar a la final de la Copa Libertadores 2015, perdiendo ante River Plate de Argentina por 3 a 0 en el Estadio Monumental. Posteriormente fue cedido a otros equipos del fútbol mexicano:Como el Atlas, Jaguares de Chiapas y Tiburones Rojos de Veracruz.

### Racing
En junio de 2017 se confirmó la llegada de Egidio al Racing Club, firmando libre un contrato por un año con opción a un año más. Sin embargo tras la llegada de Eduardo Coudet al elenco albiceleste, se le comunicó que no será tenido en cuenta por lo tanto rescindió su contrato con el equipo de Avellaneda.

### Libertad
En el 2018 ficha por el  Libertad de la Primera División de Paraguay. Donde jugó 18 partidos y marcó 1 gol.

### Municipal
El 15 de enero de 2019 se hace oficial su llegada al Club Deportivo Municipal de Perú para disputar la Liga 1 y la Copa Sudamericana. Debuta en la primera fecha del Apertura en la victoria 3-0 ante Melgar.

### Sacachispas
El 4 de enero de 2021 se hace oficial el fichaje por C.S.D. Sacachispas de Guatemala para disputar el Torneo Clausura 2021 del futbol guatemalteco.

## Selección nacional
Ha sido internacional con la selección de fútbol de Uruguay en 90 ocasiones, llegando a disputar el Mundial de 2010 jugado en Sudáfrica, así como el Mundial 2014 jugado en Brasil.
El 9 de julio de 2012 fue seleccionado como uno de los tres jugadores mayores de 23 años en la selección olímpica uruguaya que participó en las Olimpiadas de Londres 2012.
El 12 de mayo de 2014 el entrenador de la selección uruguaya, Óscar Washington Tabárez, incluyó a Arévalo Ríos en la lista provisional de 28 jugadores con los que inició la preparación para el Copa Mundial de Fútbol de 2014. Finalmente fue confirmado en la lista definitiva de 23 jugadores el 31 de mayo.

### Participaciones en Copa América
| Copa                    | Sede           | Resultado        | Partidos | Goles |
| ----------------------- | -------------- | ---------------- | -------- | ----- |
| Copa América 2011       | Argentina      | Campeón          | 6        | 0     |
| Copa América 2015       | Chile          | Cuartos de final | 4        | 0     |
| Copa América Centenario | Estados Unidos | Fase de grupos   | 3        | 0     |

### Participación en Juegos Olímpicos
| Juegos Olímpicos | Sede        | Resultado      | Partidos | Goles |
| ---------------- | ----------- | -------------- | -------- | ----- |
| Londres 2012     | Reino Unido | Fase de grupos | 3        | 0     |

### Participaciones en Copa Confederaciones
| Copa                      | Sede   | Resultado | Partidos | Goles |
| ------------------------- | ------ | --------- | -------- | ----- |
| Copa Confederaciones 2013 | Brasil | 4° lugar  | 3        | 0     |

### Participaciones en Copas del Mundo
| Mundial                        | Sede      | Resultado        | Partidos | Goles |
| ------------------------------ | --------- | ---------------- | -------- | ----- |
| Copa Mundial de Fútbol de 2010 | Sudáfrica | Cuarto lugar     | 7        | 0     |
| Copa Mundial de Fútbol de 2014 | Brasil    | Octavos de final | 4        | 0     |

## Clubes

### Estadísticas
| Club                      | País           | Año         | Part. | Goles | Prom. |
| ------------------------- | -------------- | ----------- | ----- | ----- | ----- |
| Paysandú Bella Vista      | Uruguay        | 1999 - 2005 | 122   | 12    | 0,09  |
| Peñarol                   | Uruguay        | 2005 - 2007 | 30    | 6     | 0,20  |
| Monterrey                 | México         | 2007 - 2008 | 36    | 3     | 0,08  |
| Danubio                   | Uruguay        | 2008 - 2009 | 9     | 0     | 0,00  |
| San Luis                  | México         | 2009 - 2010 | 13    | 0     | 0,00  |
| Peñarol                   | Uruguay        | 2010 - 2011 | 34    | 1     | 0,03  |
| Botafogo                  | Brasil         | 2011        | 12    | 0     | 0,00  |
| Tijuana                   | México         | 2011 - 2012 | 33    | 3     | 0,09  |
| Palermo                   | Italia         | 2012 - 2013 | 27    | 2     | 0,07  |
| Chicago Fire              | Estados Unidos | 2013        | 9     | 0     | 0,00  |
| Monarcas Morelia          | México         | 2014        | 15    | 1     | 0,07  |
| Tigres UANL               | México         | 2014 - 2016 | 68    | 5     | 0,07  |
| Atlas                     | México         | 2016        | 19    | 0     | 0,00  |
| Chiapas                   | México         | 2016 - 2017 | 16    | 0     | 0,00  |
| Veracruz                  | México         | 2017        | 17    | 1     | 0,05  |
| Racing                    | Argentina      | 2017 - 2018 | 13    | 0     | 0,00  |
| Libertad                  | Paraguay       | 2018        | 18    | 1     | 0,05  |
| Deportivo Municipal       | Perú           | 2019        | 13    | 1     | 0,08  |
| Universidad de Tamaulipas | México         | 2019 - 2020 | 13    | 0     | 0,00  |
| Sud América               | Uruguay        | 2020 - 2021 | 11    | 0     | 0,00  |
| Sacachispas               | Guatemala      | 2021 - 2022 | 18    | 0     | 0     |
| Total carrera             |                | 1999 - 2022 | 546   | 36    | 0,07  |

## Palmarés

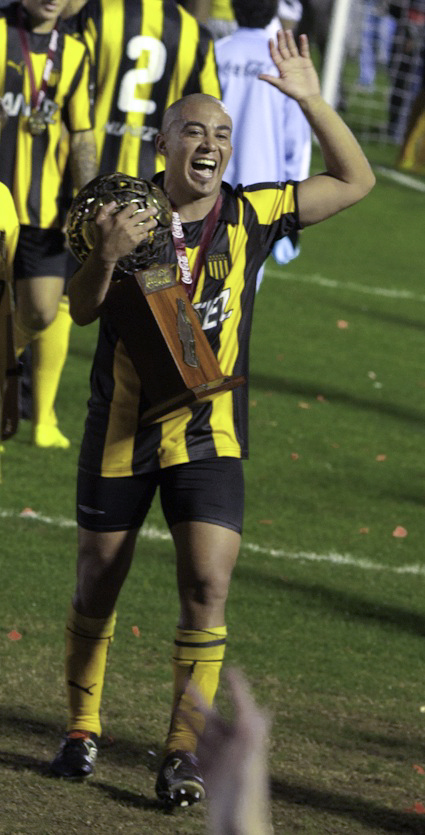
Arévalo Ríos festejando la obtención del Campeonato Uruguayo 2009-10, junto a la copa del patrocinador, Coca-Cola.

### Campeonatos nacionales
| Título              | Club         | País    | Año     |
| ------------------- | ------------ | ------- | ------- |
| Torneo Clausura     | C.A. Peñarol | Uruguay | 2010    |
| Campeonato Uruguayo | C.A. Peñarol | Uruguay | 2009-10 |
| Liga MX             | Tigres UANL  | México  | 2015    |

### Torneos internacionales
| Título       | Club (*)             | Sede      | Año  |
| ------------ | -------------------- | --------- | ---- |
| Copa América | Selección de Uruguay | Argentina | 2011 |

### Distinciones individuales
| Distinción                                    | Año  |
| --------------------------------------------- | ---- |
| Parte del Equipo Ideal de América             | 2010 |
| Parte del Equipo Ideal de América             | 2011 |
| Parte del Equipo Ideal de América             | 2015 |
| Equipo ideal del Torneo Apertura de la Liga 1 | 2019 |